# Rivière du Québec
Rivière du Québec är ett vattendrag i Kanada.   Det ligger i provinsen Québec, i den sydöstra delen av landet, 500 km nordväst om huvudstaden Ottawa.
I omgivningarna runt Rivière du Québec växer i huvudsak blandskog. Runt Rivière du Québec är det mycket glesbefolkat, med 2 invånare per kvadratkilometer.